# 203 mm/50 Ansaldo Mod. 1924
203 mm/53 Ansaldo Mod. 1924 — 203,2-миллиметровое корабельное артиллерийское орудие, разработанное и производившееся в Италии. Состояло на вооружении Королевских ВМС Италии. Разработано компанией Ansaldo для тяжёлых крейсеров типа «Тренто». Применялось во Второй мировой войне. Как артиллерийская система, отличалась целым рядом серьёзных недостатков, значительно снижавшими боевой потенциал итальянских тяжёлых крейсеров.
Дальнейшим развитием орудия стала пушка 203 mm/53 Ansaldo Mod. 1927/1929.